# 苏州大学附属第二医院
苏州大学附属第二医院（苏州市第六人民医院），是中国江苏省的一所医院，为三级甲等医院，位于苏州市三香路181号。

## 规模
苏州大学附属第二医院总床位550张，日门诊量543人次。